# Platges de Montgat
Les Platges de Montgat són tres platges situades al municipi de Montgat (Maresme), a la costa del Maresme. Amb una superfície de 87.000 m².
| Platja                    | longitud | coordenades                                                  |
| ------------------------- | -------- | ------------------------------------------------------------ |
| Platja de la Morera       | 218 m    | 41° 27′ 53.94″ N, 2° 16′ 44.32″ E / 41.4649833°N,2.2789778°E |
| Platja de Sant Joan       | 584 m    | 41° 27′ 59.27″ N, 2° 16′ 54.28″ E / 41.4664639°N,2.2817444°E |
| Platja del Pla de Montgat | 1.095 m  | 41° 28′ 12.47″ N, 2° 17′ 26.11″ E / 41.4701306°N,2.2905861°E |

## Accessos
- Autobús:
  - B30: Santa Coloma G. (Can Franquesa) Menorca - Tiana (Camí d'Alella)
  - TM: Tiana (El Carmelità) - Montgat (Pl. de la Mare)
  - N9: Barcelona (Portal de la Pau) - Tiana (Edith Llaurador)
- Tren (RENFE): Estació de Montgat o Montgat Nord:
  - Línia C1 (L'Hospitalet/Aeroport - Barcelona - Mataró/Maçanet)

## Equipaments
Els equipaments presents a la platja són:
- Dutxes: 21
- Papereres: 70
- Passeres d'accés a la sorra: 13
- Zones de joc infantil: 2
- Torres i cadires de vigilància: 4
- Cabines sanitàries: 8
- Senyals informatius: 11
- Abalisament zona de bany

## Serveis
Els serveis disponibles a la platja són:
- Accés de minusvàlids fins a l'aigua
- Salvament i socorrisme
- Neteja diària de la sorra